# Берингийская жёлтая трясогузка
Берингийская жёлтая трясогузка (лат. Motacilla tschutschensis) — вид птиц из семейства трясогузковых. Часто её классифицируют как подвид жёлтой трясогузки. Обитает в восточной Палеарктике и на Аляске, мигрирует в Южную Азию и Австралию.

## Описание
Стройная птица длиной 15-16 см, с характерным для рода длинным, постоянно "покачивающимся" хвостом. У взрослого самца окраска в основном оливко-зелёная сверху и жёлтая снизу. В других вариантах оперениях жёлтый цвет может быть разбавлен белым. Маховые и их верхние кроющие перья тёмно-бурого цвета. Голова самцов в зависимости от подвида имеет разнообразную окраску и рисунок.
Насекомоядная птица обитает на открытой местности вблизи воды, например, на влажных лугах, травяных болотах. Гнездится в зарослях, откладывая 4-8 крапчатых яиц.

## Распространение и ареал
Вид гнездится в Восточной Палеарктике и в Северной Америке на Аляске. Популяции мигрируют в южную Азию и Австралию. Одиночные особи встречаются на зимних стоянках в период миграций. Например, на Палау в Микронезии регулярно встречаются мигрирующие стаи этого вида, включающие много взрослых самцов, в то время как дальше к северу на Марианских островах встречаются лишь случайные бродячие особи — обычно самки или, по-видимому, неполовозрелые.

## Таксономия
Впервые берингийская жёлтая трясогузка была научно описана в 1789 году немецким натуралистом Иоганном Фридрихом Гмелиным в переработанном и дополненном издании «Systema Naturae» Карла Линнея. Он поместил её в род Motacilla и придумал биномиальное название Motacilla tschutschensis.. Специфический эпитет tschutschensis происходит от места обитания — Чукотского полуострова. За основу описания Гмелин взял «чукотскую трясогузку», описанную Джоном Лейтемом в 1783 году и Томасом Пеннантом в 1785 году. Почти наверняка это та самая птица, которая была поймана в 1778 году во время третьего путешествия Джеймса Кука в Тихий океан. Натуралист Уильям Уэйд Эллис, сопровождавший Кука, нарисовал картину с изображением этого экземпляра и в подписи к ней написал «пойман на борту, широта 66». В настоящее время картина Эллиса хранится в коллекции Музея естественной истории в Лондоне.
Выделяют четыре подвида:
- M. t. plexa (Thayer & Bangs, 1914) — центральная часть Северной Сибири
- M. t. tschutschensis (Gmelin, JF, 1789) — юг Сибири, север Монголии, восток Казахстана и северо-запад Китая до северо-восточной Сибири и северо-запада Северной Америки
- M. t. macronyx (Stresemann, 1920) — центральная часть Южной Сибири, северо-восточная Монголия и северо-восточный Китай
- M. t. taivana (Swinhoe, 1863) — юго-восточная Сибирь до Сахалина и крайний север Хоккайдо.

В Палеарктике известно три вида жёлтых трясогузок: берингийская жёлтая трясогузка, жёлтая трясогузка (Motacilla flava) и желтоголовая трясогузка. Филогенетический анализ с использованием последовательностей митохондриальной ДНК дает топологию, которая противоречит топологии, полученной при использовании ядерных последовательностей. Топология, полученная на основе ядерных данных, более соответствует традиционной фенотипической таксономии. Ядерно-генетическое расхождение между берингийской жёлтой и жёлтой трясогузками невелико, и некоторые орнитологи предпочитают не разделять вид, чтобы оба экземпляра стали подвидами M. flava.